# Mycosphaerella dryadicola
Mycosphaerella dryadicola är en svampart som först beskrevs av Emil Rostrup, och fick sitt nu gällande namn av Munk 1958. Mycosphaerella dryadicola ingår i släktet Mycosphaerella och familjen Mycosphaerellaceae.   Inga underarter finns listade i Catalogue of Life.